# ネフェルティティ (小惑星)
ネフェルティティ (3199 Nefertiti) は、アモール群の小惑星である。シューメーカー夫妻がパロマー天文台で発見した。
エジプト第18王朝の王妃ネフェルティティにちなんで名付けられた。なお、ネフェルティティのドイツ語表記に由来するノフレテーテ (1068 Nofretete) という名の小惑星も別に存在する。